# Palthis mophisalis
Palthis mophisalis là một loài bướm đêm trong họ Noctuidae.